# شیخ عبدل سرخسی
شیخ عبدل محمد الصوفی سرخسی، از مشاهیر سرخسی است و با شیخ ابوسعید هم عصر می‌باشد و همچنین شیخ عبدل در نزد شیخ ابوسعید ابوالخیر آموزش دینی دیده‌است.